# 23 frimaire
23 brumaire 23 nivôse
Le tridi 23 frimaire, officiellement dénommé jour du roseau, est le 83e jour de l'année du calendrier républicain.
C'était généralement le 13e jour du mois de décembre dans le calendrier grégorien.